# Journal of Analytical Methods in Chemistry
Das Journal of Analytical Methods in Chemistry, abgekürzt J. Anal. Methods Chem., ist eine wissenschaftliche Fachzeitschrift, die vom Hindawi-Verlag veröffentlicht wird. Die Zeitschrift wurde 1978 unter dem Namen Journal of Automatic Chemistry gegründet, fusionierte 1985 mit der Zeitschrift Journal of Clinical Laboratory Automation (gegr. 1981), wurde 1999 in Journal of Automated Methods & Management in Chemistry umbenannt, bevor sie 2012 den Namen Journal of Analytical Methods in Chemistry erhielt. Die Zeitschrift erscheint ausschließlich online. Es werden Artikel aus allen Bereichen der analytischen Chemie veröffentlicht.
Der Impact Factor lag im Jahr 2014 bei 0,792. Nach der Statistik des ISI Web of Knowledge wird das Journal mit diesem Impact Factor in der Kategorie analytische Chemie an 61. Stelle von 74 Zeitschriften geführt.